# Cràter d'Orèstia
Cràter (Craterus, Kraterós Κρατερός), fou un dels diàdocs d'Alexandre el Gran. Fou fill d'Alexandre d'Orèstia i germà d'Amfòters (Amphoterus).
A l'inici de la campanya asiàtica d'Alexandre fou comandant dels πεζέταιροι. A la batalla d'Arbela dirigia un destacament de la cavalleria, comandament que va continuar exercint durant la campanya oriental, però sense tenir un càrrec específic permanent i Alexandre el va utilitzar a missions diverses com a general capacitat. Es va oposar a la conducta d'Alexandre de fusió de races, però no va perdre l'afecte del rei, del que era considerat el segon favorit després d'Hefestió.
El 324 aC, després de la batalla del riu Hidaspes, en la qual va comandar 2.000 cavallers, Alexandre li va encarregar portar als veterans a Macedònia però com que en aquell moment estava malalt, Polipercó el va acompanyar per ajudar-lo. S'havia previst que Antípater, que llavors era regent a Macedònia, portaria reforços a l'Àsia i Cràter assoliria la regència de Macedònia, però com que Alexandre va morir abans que Cràter arribés a Europa, el relleu no es va produir. Antípater i Cràter van compartir el govern del Regne de Macedònia, Grècia, Il·líria, Tribàlia, Agriània, Epir i les muntanyes Ceràunies. Segons Publi Herenni Dexip, Antípater tenia la direcció de l'exèrcit i Cràter l'administració civil.
En arribar a Europa Cràter va trobar a Antípater lluitant a la guerra de Làmia, i el va ajudar a derrotar els grecs per impedir el restabliment de la independència de les ciutats gregues.
Al final de guerra Cràter es va divorciar de la seva dona Amastris, que li havia concedit Alexandre, i es va casar amb Fila (Phila) la filla d'Antípater (322 aC). Poc després Cràter va acompanyar al seu sogre a la guerra contra els etolis i el 321 aC a la guerra contra Perdicas d'Orèstia a l'Àsia. Va tenir el comandament de les forces que van combatre a Èumenes de Cardia mentre Antípater va anar a Egipte a través de Cilícia.
Cràter va morir en combat contra Èumenes de Cardia a Capadòcia. Èumenes va lamentar aquest mort i el va honorar amb un gran funeral, enviant les seves cendres a Macedònia.